# Wołodymyr Siwkowycz
Wołodymyr Łeonidowycz Siwkowycz, ukr. Володимир Леонідович Сівкович (ur. 17 września 1960 w Hostrej Mohyle w rejonie stawyszczenskim) – ukraiński polityk i przedsiębiorca, poseł do Rady Najwyższej IV, V i VI kadencji, w 2010 wicepremier w pierwszym rządzie Mykoły Azarowa.

## Życiorys
W 1982 ukończył szkołę wojskową ze specjalizacją w zakresie inżynierii radiowej. W 2000 został absolwentem Kijowskiego Narodowego Uniwersytetu Ekonomicznego, a w 2005 Kijowskiego Uniwersytetu Prawa przy Narodowej Akademii Nauk Ukrainy.
Do 1992 był funkcjonariuszem KGB i następnie SBU. Później związany z sektorem prywatnym, kierując m.in. przedsiębiorstwem ZAT Awiakompanija „Wita”. Był prezesem Ukraińskiej Federacji Judo.
W latach 1999–2001 działał w formacji Reformy i Porządek, był pierwszym wiceprzewodniczącym PRP. W 2002 uzyskał mandat posła IV kadencji, wygrywając jako kandydat niezależny wybory w jednym z okręgów obwodu kijowskiego. Był członkiem różnych frakcji prorządowych, jednocześnie od 2001 pełniąc funkcję pierwszego wiceprzewodniczącego partii Naprzód, Ukraino! (współtworzącej w 2002 opozycyjny Blok Nasza Ukraina). W 2005 dołączył do ugrupowania Trudowa Ukrajina, jeszcze w tym samym roku przeszedł do Partii Regionów. Z listy regionałów w 2006 i w 2007 uzyskiwał poselską reelekcję. W marcu 2010 został wicepremierem ds. siłowych w gabinecie Mykoły Azarowa. W październiku 2010 przeszedł na stanowisko zastępcy sekretarza Rady Bezpieczeństwa Narodowego i Obrony Ukrainy, które zajmował do lutego 2014, odchodząc z administracji państwowej po wydarzeniach Euromajdanu.
W 2022 objęty sankcjami nałożonymi przez Departament Skarbu Stanów Zjednoczonych. W tym samym roku ukraińscy śledczy oskarżyli go o współpracę z Federalną Służbą Bezpieczeństwa Federacji Rosyjskiej.